# 램 에어 터빈

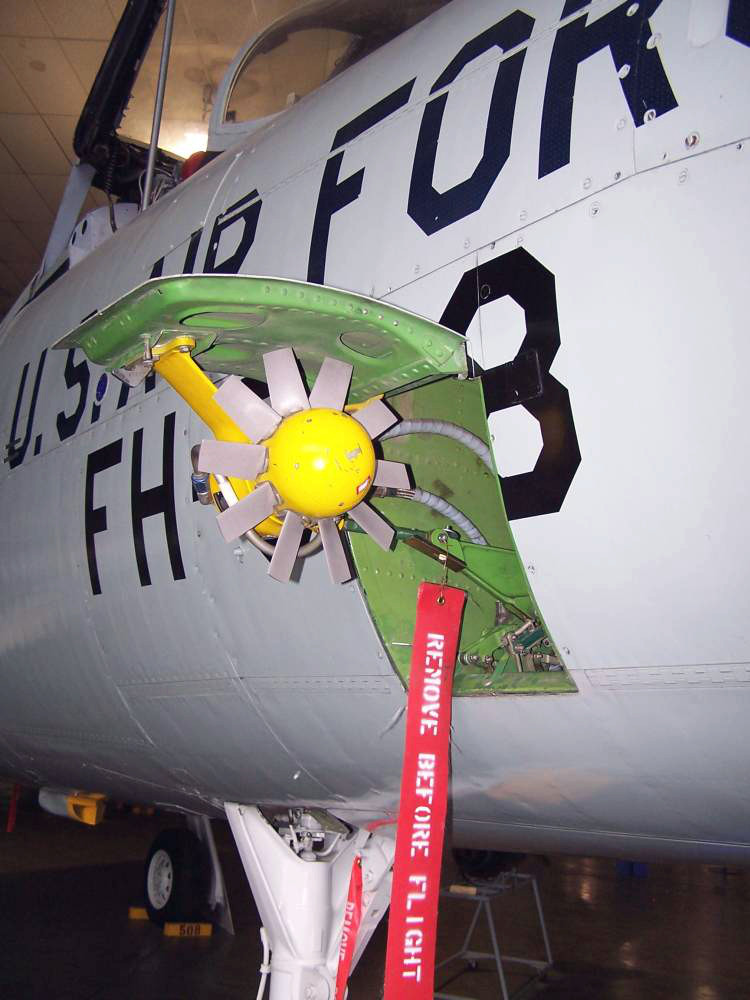
리퍼블릭 F-105 선더치프 전투 폭격기의 램 에어 터빈

램 에어 터빈(ram air turbine, RAT)은 고압유 펌프나 발전기에 연결되는 조그마한 풍력 터빈으로, 항공기에 설치되며 전력 공급을 위해 사용된다. RAT는 비행기의 속도로 인해 발생하는 충차압에 의해 발생되는 기류로부터 전기를 만들어낸다.

## 동작
현대의 항공기는 일반적으로 응급 상황에 한해서만 램 에어 터빈을 사용한다. 주 전원과 부 전원을 둘 다 소실한 경우 RAT는 필수적인 시스템(항공 관제, 연결 유압 동력, 비행 필수 기계장비)에 전기를 공급하게 된다. 일부 RAT는 유압 동력만 제공하며, 다시 말해 발전기에 전기를 공급하기 위해 사용된다.

## RAT 이용과 관련한 사고
- 에어 캐나다 143편. 김리 글라이더 사고.
- 에어 트랜셋 236편
- 에티오피아 항공 961편 납치
- 하파크 로이드 항공 3378편
- 피나클 항공 3701편
- US 에어웨이스 1549편[2]